# Phlebotomus alexanderi
Phlebotomus alexanderi är en tvåvingeart som beskrevs av John Alexander Sinton 1928. Phlebotomus alexanderi ingår i släktet Phlebotomus och familjen fjärilsmyggor. Inga underarter finns listade i Catalogue of Life.